# Margareta a Franței, regină a Angliei
Margareta a Franței (c. 1279 – 14 februarie 1318), fiică a regelui Filip al III-lea al Franței și a Mariei de Brabant, a fost regină consort a Angliei ca a doua soție a regelui Eduard I. Tatăl ei a murit când ea avea numai trei ani și a crescut sub supravegherea mamei ei și a Ioanei I de Navara, soția fratelui ei vitreg, regele Filip al IV-lea al Franței.

## Căsătorie
Moartea iubitei soții a lui Eduard, Eleonora de Castilia, la vârsta de 49 de ani în 1290, l-a lăsat pe acesta sfâșiat de durere. Totuși, era în beneficiul lui Eduard să facă pace cu Franța pentru a continua războaiele cu Scoția. În plus, cu doar un singur fiu în viață, Eduard era nerăbdător să asigure tronul cu  moștenitori suplimentari. În vara anului 1291 regele englez și-a logodit fiul și moștenitorul, Eduard, cu  Blanche a Franței pentru a obține pacea cu Franța. Totuși, auzind de renumele frumuseții miresei, regele Eduard a decis ca logodnica fiului său să fie a lui și și-a trimis proprii emisari în Franța. Regele Filip a fost de acord să i-o dea pe Blanche lui Eduard cu următoarele condiții: să se încheie un armistițiu între cele două țări și ca Eduard să renunțe la provincia Gasconia.
Eduard a fost de acord cu condițiile și l-a trimis pe fratele său Edmund Crouchback, Conte de Lancaster, să-i aducă mireasa. Eduard a fost înșelat pentru că Blanche s-a căsătorit cu Rudolf al III-lea de Habsburg, fiul cel mare al regelui Albert I al Germaniei. În locul ei, Filip a oferit-o pe sora mai mică a Blanchei, Margareta, regelui Eduard care avea 55 de ani. Auzind acest lucru, Eduard a declarat război Franței și a refuzat-o pe Margareta. După cinci ani, sub influența Papei Bonifaciu al VIII-lea, s-a convenit un armistițiu. În prima jumătate a anului 1299, au avut loc o serie de tratate, cu termeni pentru o căsătorie dublă: Eduard I să se căsătorească cu Margareta iar prințul Eduard să se căsătorească cu Isabela a Franței, fiica cea mică a lui Filip. În plus, monarhia engleză urma să recâștige orașul-cheie Guienne și să primească 15.000 de lire sterline, precum și revenirea terenurilor Ponthieu și Montreuil.
Eduard avea atunci 60 de ani și era cu 40 de ani mai în vârstă decât soția lui. Nunta a avut loc la Canterbury la 8 septembrie 1299. Margareta nu a fost niciodată încoronată, fiind prima regină neîncoronată de la Cucerirea normandă.

Stema de arme a Margaretei a Franței ca regină consort a Angliei

Curând Eduard a revenit la frontiera scoțiană pentru a-și continua campaniile sale și a lăsat-o pe Margareta la Londra, care era însărcinată. După mai multe luni, plictisită și singură, tânăra regină a decis să se alăture soțului ei. Nimic nu-l putea mulțumi pe rege mai mult, pentru că acțiunea Margaretei îi amintea de prima lui soție, Eleanor, care a născut doi din cei șaisprezece copii ai lor în străinătate.
În mai puțin de un an, Margareta a născut un fiu, Thomas de Brotherton, care a fost numit după Thomas Becket deoarece regina s-a rugat lui în timpul sarcinii. Anul următor ea a născut un alt fiu, Edmund.
Margareta s-a împrietenit cu fiica ei vitregă, Mary de Woodstock, o călugăriță care era cu doi ani mai mare decât tânăra regină. Ea și fiul ei vitreg, Eduard, Prinț de Wales, viitorul rege Eduard al II-lea (care era cu doi ani mai mic decât regina) au devenit, de asemenea, foarte apropiați.
Cuplul nepotrivit a fost foarte fericit. Atunci când Blanche a murit în 1305 (soțul ei nu a devenit niciodată împărat), Eduard a ordonat tuturor de la curte să poarte doliu pentru a o mulțumi pe regina lui. El a realizat că prin soția lui a câștigat "o perlă de mare preț", Margareta fiind respectată pentru frumusețe, virtute și pietate. În același an, Margareta a dat naștere unei fetițe, Eleanora, numită în onoarea primei soții a lui Eduard, o alegere care i-a surprins pe mulți și a arătat caracterul Margaretei.
Când Eduard a plecat în vara anului 1307 în campanie în Scoția, Margareta l-a însoțit nsă regele a murit la Burgh by Sands, la vârsta de 68 de ani.

## Văduvia
Margareta nu s-a recăsătorit niciodată în ciuda faptului că a rămas văduvă la 26 de ani. Ea a declarat: "atunci când Eduard a murit, toți bărbații au murit pentru mine".
Ea nu a fost mulțumită când Eduard al II-lea l-a numit pe Piers Gaveston conte de Cornwall deoarece titlul era menit fiului ei.
După încoronarea reginei Isabela, Margareta s-a retras la castelul Marlborough însă a rămas în contact cu regina Isabela (care era fiica fratelui ei vitreg) și cu fratele ei vitreg Filip.
În noiembrie 1312 a participat la nașterea Prințului Eduard.
La 14 februarie 1318, Margareta a murit la castelul ei din Marlborough. Îmbrăcată în haine franciscane, ea a fost înmormântată la  Christ Church Greyfriars din Londra. Mormântul ei, frumos sculptat, a fost distrus în timpul Reformei.